# Petinarctia stylata
Petinarctia stylata là một loài ruồi trong họ Tachinidae.